# Käthe Kollwitz – Bilder eines Lebens
Käthe Kollwitz – Bilder eines Lebens ist ein Film der DEFA von Ralf Kirsten aus dem Jahr 1987.

## Handlung
Eine Handlung wiederzugeben ist hier etwas kompliziert, da es keinen chronologischen Ablauf gibt. Selbst der Regisseur hält den filmfremden Begriff der Collage oder auch den literarischen des Essays für zutreffend. Es werden auch keine Jahreszahlen erwähnt.
Der Film beginnt im Maskenbildnerraum der DEFA. Die Schauspielerin Jutta Wachowiak wird am Schminktisch äußerlich für die Rolle als Käthe Kollwitz vorbereitet, während sie sich innerlich der anstehenden Aufgabe anzunähern versucht. Als die Verwandlung befriedigend scheint, sagt die Filmfigur, die in diesem Moment Jutta Wachowiak und Käthe Kollwitz ist: „So muß es gehen“.
Vom ersten Jahr des Ersten Weltkrieges, die Silvesterfeier im Kreise der Familie können wir miterleben, bis zu ihrem Tod, kurz vor Ende des letzten. Es ist nachgezeichnet ein häusliches Milieu in der Weißenburger Straße, noch sehr 19. Jahrhundert, mit viel Plüsch und gutbürgerlich, altmodisch idyllisch und mit treuem Dienstmädchen Lina. Hier lebt sie mit ihrem Mann Karl, der eine Praxis als Armenarzt betreibt. Die Kollwitz ist fast 50, als der jüngere Sohn Peter sich freiwillig zur Front meldet und mit mütterlicher Erlaubnis nach Flandern einrückt; zwei Wochen darauf fällt er. Hier liegen die Wurzeln für das spätere bedingungslose Friedenspathos der Kollwitz. Ihre Figuren des Vaters und der Mutter, die heute auf einem Soldatenfriedhof in Flandern stehen, und an denen sie siebzehn Jahre gearbeitet hat, gehören zu den erhabensten Mahnmalen für die Bewahrung des Friedens, einer immerwährenden Menschlichkeit. Im Film wird der Besuch der Schauspielerin Jutta Wachowiak auf dem Friedhof gezeigt, während ihr von einem alten Belgier, der beim Aufstellen der Figuren dabei gewesen war, die Geschichte vom Überfluten des flachen Landes aus taktischen Gründen, während des Krieges, erklärt wird. Durch diese Maßnahme sind viele deutsche Soldaten in dem, unter dem Meeresspiegel liegenden, Gelände umgekommen.
Nach dem Krieg ernannte man Käthe Kollwitz zur Professorin und somit wurde sie als erste Frau Mitglied der Preußischen Akademie der Künste. Ebenfalls als erste Frau wurde sie am in den preußischen Orden Pour le Mérite für Wissenschaft und Künste aufgenommen. Ihr Atelier war immer offen für Freunde. So trafen sich hier auch mehrere Delegierte der kommunistischen Jugendinternationale. Nach Machtergreifung der Nazis steht sie bald auf dem Index und wird gezwungen „freiwillig“ aus der Akademie auszutreten. Sie war nie Mitglied einer Partei, aber Mitglied der Internationalen Arbeiterhilfe und unterschrieb auch den Dringenden Appell zum Aufbau einer einheitlichen Arbeiterfront gegen den Nationalsozialismus. Durch ihre politischen Aktivitäten rief sie natürlich die Gestapo auf den Plan und ihre Bilder aus der Akademieausstellung wurden entfernt. Von ihrem Mann erhält sie ein Gift, da man ja „denen“ nicht lebend in die Hände fallen kann.
Immer wieder wird durch einen Blick aus dem Fenster, auf die gegenüberliegende Eckkneipe, die Zeit hereingeholt: Armeleutenot, die Schlange wartender Frauen vor einer Suppenküche in den Hungerjahren des Ersten Weltkrieges, dann grölende und lärmende SA-Leute, zuletzt der Elendszug deportierter Juden in verdunkelter nächtlicher Straße. Über die Eheprobleme von Käthe und Karl, die es wohl gab, wird nur sehr wenig angedeutet. Es gibt aber eine originelle Szene, die den Nachruhm der Kollwitz mit der innigen Beziehung zwischen ihr und ihrem Mann verknüpft: Sie lassen sich nachts im Museum einschließen, dort, wo ihre Bilder nun einen bevorzugten Platz haben, ein gealtertes Ehepaar, sehr vertraut miteinander, auf den Stufen einer pompösen Freitreppe sitzend, ihr Kopf auf seine Knie gelegt, im ausruhenden Bedenken vieler gemeinsamer Jahre: die Struktur des Films ist überhaupt davon bestimmt, dass die Kollwitz sich an Früheres zurückerinnert, in wesentlichen Momenten.
Karl Kollwitz stirbt im Jahr 1940 und Käthe zieht aus Berlin weg. Ihr Wohnhaus wird durch Fliegerangriffe zerstört, wie Lina in einem Brief mitteilt. Nach einem Zwischenaufenthalt in Nordhausen verbringt sie ihre letzten Wochen völlig vereinsamt in einem Haus in Moritzburg. Hier verstirbt sie kurz vor Ende des Zweiten Weltkrieges.

## Produktion
Käthe Kollwitz – Bilder eines Lebens wurde von der Künstlerischen Arbeitsgruppe „Babelsberg“ auf ORWO-Color gedreht und hatte am 23. April 1987 im Berliner Kino International Premiere. Die Erstausstrahlung im 2. Programm des DDR-Fernsehens erfolgte am 28. August 1988 und in der ARD am 12. September 1988.

## Kritik
Detlef Friedrich fand in der Berliner Zeitung, dass das Szenarium es der Hauptdarstellerin sehr schwer mache, eine bewegende, die Zuschauer auch ergreifende Filmfigur zu gestalten. Es bleibe  in allem doch recht kühl, obwohl vieles bewundernswert klug und einfühlsam genau versucht werde. Es sei wohl nicht das Vorhaben des Szenaristen und Regisseurs gewesen, auch die privaten Konflikte und Nöte der Kollwitz, die ganze Individualität auf den Zuschauer wirken zu lassen. Friedrich hielt das für eine Fehlentscheidung. Horst Knietzsch meinte im Neuen Deutschland, dass nicht das Maximum in der dramatischen Profilierung der Figuren erreicht worden sei. In vielen Szenen jedoch berührten ihn die Begegnungen mit der Kollwitz, ihrer Familie, ihren Freunden und Feinden, auch durch die Musik von Peter Gotthardt. Helmut Ullrich stellt in der Tageszeitung Neue Zeit fest, dass es eine eindringliche Verkörperung der Kollwitz durch Jutta Wachowiak und ihres Mannes durch Fred Düren, in großer Porträtähnlichkeit und im Erfühlen und Erfassen der schlichten und bescheidenen, der ruhig bedächtigen und festen Wesensart, die beide auszeichnete, in einer unpathetischen Darstellung gibt.